# World Traveler
World Traveler (bra: Cidadão do Mundo; prt: Caminhos Inesperados) é um filme canado-estadunidense de 2001, dirigido por Bart Freundlich. Foi apresentado no Festival de Toronto.

## Sinopse
O enredo gira em torno de um inquieto nova-iorqueno chamado Cal, que pega a estrada após deixar sua esposa e um filho pequeno para trás e ao longo do caminho, encontra uma série de personagens incomuns que vão fazê-lo perceber a importância da família.

## Elenco
- Billy Crudup ... 	Cal
- Julianne Moore ... Dulcie
- Cleavant Derricks ... Carl
- Liane Balaban ... Meg
- David Keith ... Richard
- Mary McCormack ... Margaret
- Karen Allen ... 	Delores
- James LeGros ... 	Jack
- Francie Swift ... 	Joanie
- Nicolas Suresky ... 	Leo
- Richie Dye	... Local bartender
- Kaili Vernoff ... 	Andrea
- Margaret Devine ... Amiga de Andreia

## Recepção
O filme tem uma classificação de 35% no Rotten Tomatoes com base em 66 comentários.